# Хотарний канал
Хотарний канал (словац. Chotárny kanál) — меліоративний канал; притока стічного каналу Ґабчіково, протікає в окрузі Дунайська Стреда.
Довжина приблизно 30-31 км. Є відгалуженням Малого Дунаю. Витік знаходиться в Дунайській низовині. Впадає канал Крачани-Богельов. Відгалужуються Ганський канал і Ашод-Чергов.
Протікає територією сіл Окоч; Дольний Штал; Балонь; Сап; Нярад; Паташ; Богельов і міста Вельки Медер.